# 길바이수이 밥 돈
길바이수이 밥 돈(웨일스어: Gilfaethwy fab Dôn [gil'vaiθui vaːb doːn])는 웨일스 신화에 등장하는 인물로, 돈 여신의 아들이며 그위디온과 아르얀로드의 형제이다.
길바이수이의 삼촌 마스 밥 마소느위 왕은 전쟁터에 나가지 않을 때면 처녀의 무릎에 발을 올려두어 기력을 보충해야 했다. 길바이수이는 마스의 발베게 노릇을 하던 여인 고이윈에게 욕정을 품었다. 이에 길바이수이의 형제 그위디온은 마스에게 더베드의 왕 프러데리에게서 돼지를 빼앗아 오자고 충동질을 해 전쟁을 일으켰다. 삼촌이 그위디온과 함께 전쟁에 나간 사이 길바이수이는 고이윈을 강간했다. 그 사실을 알게 된 마스는 노하였고, 일단 고이윈을 아내로 맞아 그녀의 명예를 지켜준 뒤 조카들을 짐승으로 변신시키고 새끼를 치게 하는 벌을 내렸다. 처음에 길바이수이는 암사슴, 그위디온은 수사슴이 되어 새끼사슴을 낳았고, 다음 해에는 길바이수이가 수퇘지가 되고 그위디온이 암퇘지가 되어 새끼돼지를 낳았다. 그 다음 해에는 길바이수이가 암늑대가 되고 그위디온이 수늑대가 되어 새끼늑대를 낳았다. 길바이수이와 그위디온 사이에서 태어난 세 새끼는 모두 마스에 의해 사람이 되었고, 세 번 새끼를 치자 마스도 두 조카를 사람으로 되돌려 주었다.
형제인 그위디온이 그 뒤로도 신화에서 활약하는 데 비해 길바이수이는 더 이상 별다른 언급이 이루어지지 않는다.

## 참고 자료
- Jeffrey Gantz (translator, introduction), The Mabinogion, Penguin Books, London, 1976.